# Heinrich Wilhelm Preiß
Heinrich Wilhelm Preiß (auch Preiss) (* 23. Januar 1789 in Usingen; † 13. Juni 1866 ebenda) war ein nassauischer Politiker und ehemaliger Abgeordneter der Landstände des Herzogtums Nassau.
Heinrich Wilhelm Preiß war der Sohn des Strumpffabrikanten Johann Anthon Preiß (* 13. März 1752 in Usingen als Sohn des Strumpffabrikanten Conrad Wilhelm Preiß und der Constantina Magdalena; † 22. Dezember 1819 ebenda) und von Anna Maria, geborene Jung (* 28. Dezember 1755 in Biebrich). Am 23. April 1815 heiratete Heinrich Wilhelm Preiß in Usingen Catharina Magdalena geborene Becker (* 2. April 1792 in Usingen; † 11. Februar 1860 ebenda), die Tochter des Müllermeisters auf der Walkmühle, Philipp Heinrich Becker und dessen Frau Maria Christina geborene Müller.
Heinrich Wilhelm Preiß war Schultheiß in Usingen. Zwischen 1848 und 1851 war er für den Wahlkreis IX (Usingen/Reichelsheim) Abgeordneter der Ständeversammlung, der zu dieser Zeit einzigen Kammer der Landstände des Herzogtums Nassau. Bei der Debatte über die Frage des Kreisamtssitzes des Kreisamtes Idstein stark für den Sitz Usingen ein, konnte sich aber nicht durchsetzen.